# 필리프 람
필리프 람(독일어: Philipp Lahm 필립 람[*], 1983년 11월 11일 ~ )은 독일의 은퇴한 축구 선수이다. 포지션은 풀백으로 바이에른 뮌헨에서 주장을 맡았었다. 중앙 미드필더와 수비형 미드필더로도 뛸 수 있다.
 2006년 FIFA 월드컵과 2010년 FIFA 월드컵의 최종 엔트리에 포함되었으며, 2008년에는 UEFA 올해의 팀과 FIFA 올해의 팀의 일원으로 선정되었다. 그는 주파속도, 드리블, 정확한 태클 능력과 작은 신장으로 알려져 있다. 비록 람은 오른발잡이이지만, 양쪽 풀백을 모두 소화할 수 있다. 그는 주로 측면에서 중앙으로 슈팅하거나 패스하며 잘라 들어간다. 최고의 풀백 중 한명이며, 그는 중앙 미드필더와 수비형 미드필더 포지션에서도 월드 클래스의 수준을 보여주고 있다.
2011년 8월, 그는 27세의 나이에 은밀한 차이: 최고의 축구 선수가 되기 위한 방법 (Der feine Unterschied: Wie man heute Spitzenfußballer wird)이라는 그의 축구인으로써의 삶과 개인 경험, 축구 환경, 사회의 축구, 코칭 방식과 훈련 방식의 효과에 따른 내용을 담은 자서전을 출판하였다. 현재 이 자서전은 독일에서 1순위 베스트셀러가 되었을 정도로, 독일 언론의 관심을 받았으며, 전 감독들을 비난한 일부 내용에 대해서 비난을 받았다. 이 자서전을 비난한 사람들 중에는 루디 푈러 (그는 이 자서전에서 비난을 받았다.) 와 오트마어 히츠펠트도 있었다.

## 클럽 경력

### 초기 경력
람은 FC 바이에른 뮌헨의 유소년팀을 거치며 프로 축구 선수로 성장하였다. 그는 그의 뮌헨의 게언을 연고로 하는 지역 유소년 팀에서 활동하던 도중, 얀 핀타 유소년팀 감독의 도움으로 11세의 나이에 바이에른 유소년팀에 합류하였다. 그는 벌써부터 매우 재능이 뛰난 선수로 묘사되었으며, 그의 코칭스태프들 중 하나인 헤어만 후멜스는 "필리프 람이 훗날 분데스리가로 올라가지 못한다면, 다른이들도 승격하지 못할 것이다."라고 말하였을 정도다. 그는 유소년팀 소속으로 두 차례의 리그 우승을 거두었고, 이들 중 두 번째 우승 당시 팀의 주장이었으며, 17세의 나이가 되었을 땐 리저브팀으로 승격되었다. 헤어만 게얼란트 전 바이에른 리저브팀 감독에 따르면 그의 휘하에 있던 가장 빼어난 선수로 람의 리저브팀 두 번째 시즌에 주장을 맡겼다. 이 시기까지 람은 수비형 미드필더, 오른쪽 윙어, 혹은 오른쪽 풀백이었다. 당시 시니어팀에는 윌리 사뇰이 주 오른쪽 풀백이고, 빅상트 리자라쥐가 왼쪽 풀백이고, 미드필더 자리가 꽉차는 바람에, 람은 VfB 슈투트가르트로 2003-04 시즌과 2004-05 시즌 동안 임대되었다.

### VfB 슈투트가르트 임대
람은 본래 슈투트가르트의 주전 오른쪽 풀백인 안드레아스 힌켈의 백업으로 사용되기 위해 임대되었으나, 펠릭스 마가트 감독은 그를 왼쪽 풀백으로 이동시켰고, 결국 람은 독일 국가대표 하이코 게어버를 밀어냈다. 그는 FC 한자 로스토크와의 2003-04 시즌 첫 경기에서 76분에 미드필더 실비오 마이스너와 교체투입되며 분데스리가 데뷔전을 치루었다. 그가 처음으로 레프트 백으로 기용된 경기는 4라운드 경기로 63분에 하이코 게어버와 교체투입되었으며, 처음으로 풀타임을 소화한 경기는 보루시아 도르트문트와의 6라운드 경기였다. 이후, 그는 VfB 슈투트가르트의 주전이 되었다. 람의 첫 UEFA 챔피언스리그 경기 출전은 전 시즌 FC 바이에른 뮌헨 소속으로 출장한 것으로, RC 랑스와의 경기에서 교체 출전하였다. 이후, 그는 2003년 9월 29일에 맨체스터 유나이티드 FC를 상대로 챔피언스리그 경기를 처음으로 풀타임 소화하였다. 2003-04 시즌 동안, 람은 슈투트가르트 소속으로 31번의 분데스리가 경기에 출장하였고, UEFA 챔피언스리그에 7경기 출장하였으며, 2004년 독일 올해의 축구 선수 후보 명단에 이름을 올리기도 하였다.
그는 슈투트가르트에서의 두 번째 시즌에 큰 시련을 겪었다. UEFA 유로 2004가 종료되고, 짧은 휴가 기간이 끝나고, 프리시즌 훈련에서 그라운드에 출장하는데 어려움을 겪었고, 마티아스 자머 신임 감독의 전술에 적응하는데에도 어려움을 겪었다. 그러나, 그는 전반기에 16경기를 출장하였고, 이 중 14경기에서 풀타임을 소화하였으며, UEFA 컵에서 6경기 출장하였다. 2005년 1월, 람은 오른발이 골절되었고, 그에 따라 4달간 아웃이 판정되었으며, FC 샬케 04와의 2005년 4월 9일 경기에서야 복귀하였다. 겨우 5주 후인 2005년 5월 17일, 그는 이번에 십자 인대를 부상당하며 시즌 아웃이 판명되었고, 슈투트가르트 임대 생활을 종료하였다.

### FC 바이에른 뮌헨
2005년 7월, 람은 FC 바이에른 뮌헨으로 복귀하였다. 하지만, 복귀 직전에 십자인대 부상을 당했던 그는, 복귀 직후 재활에 돌입하였다. 그는 11월 말에 그라운드로 돌아와, 첫 두경기를 바이에른 리저브팀에서 활약한 뒤, 2005년 11월에 아르미니아 빌레펠트를 상대로 바이에른 소속으로는 첫 분데스리가 경기에 출전하였다. 2005-06 시즌 동안, 그는 분데스리가 20경기, 챔피언스리그 3경기에 출장하여, 빅상트 리자라쥐와 대등한 주전 경쟁을 하였다.
2006-07 시즌, 람은 당시 팀의 유일한 왼쪽 풀백임과 동시에 꾸준한 활약을 시즌 내내 보인 덕에, 바이에른의 분데스리가 34경기에 모두 출장하였고, 10번의 챔피언스리그 경기 중 9경기에 출장하였으며, 2경기만 교체되었다. 그러나, 바이에른은 차기 시즌에 챔피언스리그 진출권 획득에 실패하며, 10여년 만에 최악의 시즌을 보냈다.
2007-08 시즌, 바이에른은 국가대표팀 왼쪽 풀백인 마르첼 얀젠을 영입함에 따라, 본래 포지션인 오른쪽 풀백으로 환원함으로써 얀센의 출전 기회 확보와 동시에 노쇠한 윌리 사뇰을 대체하려는 계획을 세웠다. 그는 몇차례 라이트 백으로 기용되기를 원하였으나, 그와 얀센의 부상으로 인해, 여전히 시즌 내내 대부분의 경기에서 왼쪽 풀백으로 활약하였다. 시즌 내내, 람이 2008년 여름레 바이에른을 떠나 스페인 라 리가의 강호 FC 바르셀로나로 이적할 것이라는 루머가 돌았고, 계약 성사 직전까지 갔었다. 그러나, 2008년 5월 16일, FC 바이에른은 그와 재계약을 체결하였다. 그는 재계약을 통해 2012년 6월 20일까지 뮌헨 선수 신분으로 남게 되었다. 그는 바이에른과 재계약하면서, 울리 회네스 제너럴 매니저와 위르겐 클린스만 신임 감독과의 협상이 좋게 마무리되었고, 클럽의 개혁에 도움을 줄 것이라고 언급하였다.
루이스 판 할 신임 감독 하의 2009-10 시즌, 람은 그가 원하는 오른쪽 풀백으로 기용이 가능해졌다. 시즌 초의 어려움을 이겨낸 뒤, 그는 지금까지 가장 좋은 시즌으로 평가되는 1년을 보냈으며, 네덜란드의 공격수 아르연 로번과 최고의 파트너쉽을 구축하며, 1골 12어시스트의 공격 포인트를 모든 대회를 통틀어 기록하였다. 람은 판 할 감독 체제에서 부주장을 맡았으며, DFB-포칼 1라운드를 제외한 모든 경기에 출전하였다. 마르크 판 보멀이 2011년 1월에 AC 밀란으로 떠난 후, 그는 시즌 잔여 기간 동안 신임 정주장이 되었다.
2009년 11월 8일, 람은 쥐트도이체 차이퉁과 허락 없이 인터뷰를 한 죄로 바이에른 뮌헨 역사상 최고액의 벌금령이 내려졌다. (약 €25,000) 그는 클럽의 이적 정챔과 경기 철학 부재, 전술의 주먹구구식 설정 등에 대해 비난하였다. 이 비난에 대해 국내 및 해외 팬들과 언론이 엇갈린 반응을 보였고, 일부는 람이 그의 주장을 뒤로 넘겨야 한다고 했고, 일부는 그의 정직함을 칭찬하였다. 그는 비록 벌금령이 내려지고 클럽 보드진의 맹비난을 받았으나, 바이에른 주전 자리를 유지하였다. 최근에는 중앙 미드필더로 출전 한다.

## 국가대표팀 경력

### 유소년 국가대표팀과 UEFA 유로 2004

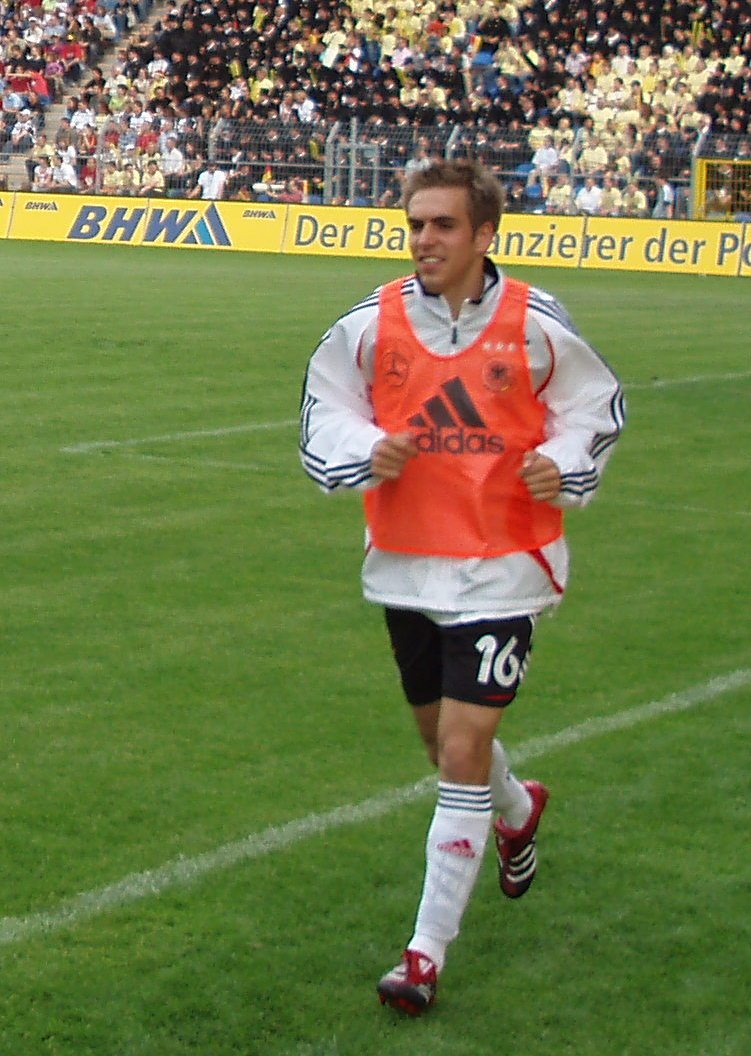
국가대표팀 경기를 앞두고 몸을 푸는 람

람은 U-19 국가대표팀에 합류하며 DFB 마크를 달게 되었다. 그는 2002년 UEFA U-19 챔피언쉽 준우승을 주역으로, 전 경기에 출장하며 3-3 무승부를 거둔 잉글랜드전에서 90분에 결정적인 2-3 만회골을 득점하였다. 이후, 그는 몇차례 U-20 국가대표팀과 U-21 국가대표팀으로 활약하였고, 루디 푈러의 눈에 띈 그는 2004년 2월 18일에 겨우 20세의 나이로 성인 국가대표팀 데뷔전을 치루었다. 그의 데뷔전 경기는 2-1로 승리한 크로아티아전이었으며, 그는 90분 출전하며 키커지의 경기 최우수 선수로 선정되었다. 그는 포르투갈에서 개최된 UEFA 유로 2004의 최종 엔트리에 포함되어, 독일이 참여한 세 번의 조별리그 경기에 모두 90분 풀타임 출장하였다. 비록 독일은 조별리그를 통과하는데 실패하였으나, 람의 성과는 많은 독일 언론지로부터 신뢰가 간다는 평가를 받았고, 당시 최근들어 UEFA 국가대항전에서 부진한 독일의 한줄기 빛이 되었다.

### 2006년 FIFA 월드컵
람은 2005년부터 2006년 3월까지 부상 (발골절과 십자인대 파열로 인한)으로 인해 1년 이상 국가대표팀 경기에 출장하지 못하였으며, 2005년 FIFA 컨페더레이션스컵에도 출장하지 못하였으나, 재활 이후 곧바로 주전 자리를 탈환하였다. 2006년 FIFA 월드컵을 앞둔 친선경기에서 팔꿈치 부상을 당하여, 왼쪽 팔목에 깁스를 해야만 했지만, 위르겐 클린스만 감독은 그를 여전히 주전 왼쪽 풀백으로 고려하였다. 그는 코스타리카와의 2006년 FIFA 월드컵 개막전 경기에서, 그는 페널티 에어리어 구석에서 오른발로 중거리슛을 쏘아 오른쪽 상단부 구석으로 날리며 첫골을 6분에 뽑아내었다. 그는 폴란드와의 조별리그 2차전 경기에서 경기 최우수 선수로 선정되었다. 그는 2006년 FIFA 월드컵에 참가한 독일 대표팀의 23인 중 유일하게 690분 전부를 소화한 선수였으며, 대회 올스타 팀의 일원으로 선정되었다.

### UEFA 유로 2008
UEFA 유로 2008에서, 그는 독일이 참여한 모든 경기에 주전으로 출전하였으며, 그는 결승전에서 오른발의 피부가 찢어져 꿰매야 했을 때에만 교체되었다. 람은 대회 초반에 오른쪽 풀백으로 출전하였으나, 형편 없는 마르첼 얀젠을 대신해 2차전 중반을 기점으로 다시 왼쪽 풀백이 되었다. 2008년 6월 25일, 그는 터키와의 준결승전에서 90분에 결승골을 득점하였다. 그는 이 골을 그가 축구를 하면서 득점한 가장 중요한 골로 꼽았다. 그는 이 경기에서 최우수 선정 선수가 되었으나, 자신이 최우수 선수로 선정 된 것에 대해 공을 타 선수들로 돌렸다. 2008년 6월 29일, 스페인과의 결승전에서 사비 에르난데스는 쓰루패스를 독일 수비 안으로 삽입하였고, 옌스 레만 골키퍼와 람의 소통 실패로 인해 페르난도 토레스의 침투가 허용되어, 결승골을 헌납하였다. 토레스의 결승골은 스페인이 44년 만에 UEFA 유럽 축구 선수권 대회를 우승하는데 결정적인 역할을 하였다.

### 2010년 FIFA 월드컵
람은 2010년 FIFA 월드컵의 예선경기에 주전으로 출전하였고, 그는 전 경기를 1분 1초도 빠지지 않고 소화하였다. 미하엘 발라크가 FA컵에서 당한 부상으로 2010년 FIFA 월드컵에 참가하지 못하게 되자, 람은 대회기간 동안 주장직을 맡게 되었다. 2010년 6월 13일, 그는 오스트레일리아와의 1차전 경기에서 주장 완장을 차고 그라운드에 등장하였으며, 그는 독일 국가대표 역사상 최연소 주장으로 기록되었다. 이후 람의 주장 자리는 정식 자리가 되었고, 요아힘 뢰프 감독은 발라크가 더 이상 국가대표팀 일원으로 활약하지 않을 것임을 밝혔다. 사실 발락의 포지션에 더욱 근접한 선수는 람이 아니라 바스티안 슈바인슈타이거였으나 슈바인슈타이거가 주장으로서는 부적합한 인물이였기 때문에 슈바인슈타이거보다 침착하고 겸손한 성격을 가진 람이 주장이 되었다.

### UEFA 유로 2012
람은 단단한 수비를 구축하여 UEFA 유로 2012의 예선 10경기에서 모두 승리를 거둘 수 있도록 도왔고, 메수트 외질과 마리오 고메스에게 어시스트를 한번씩 배급하기도 하였다.

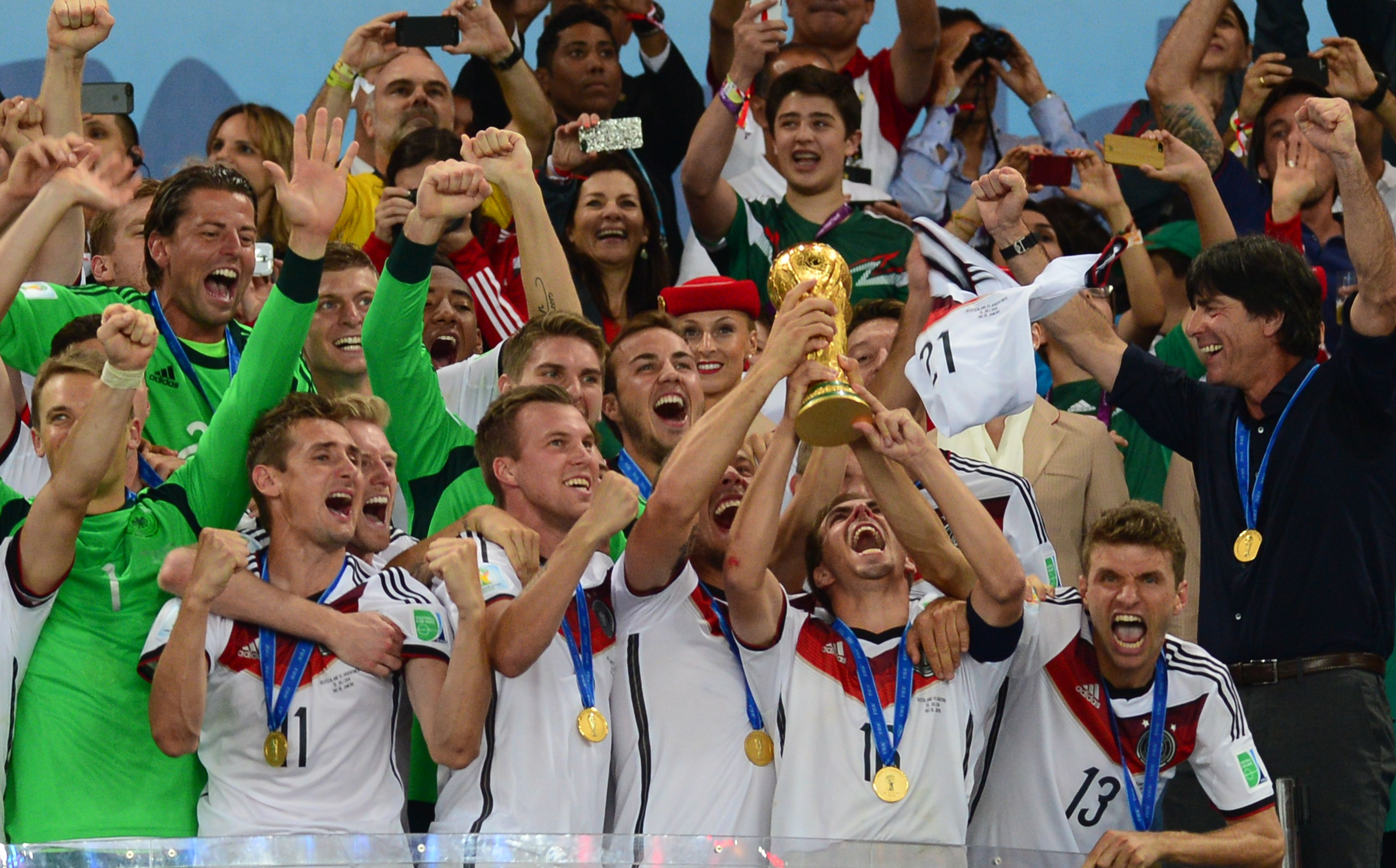
2014년 FIFA 월드컵 결승전에서 독일이 아르헨티나를 1 대 0으로 꺾은 후, 우승 트로피를 들고 있는 람

### 2014년 FIFA 월드컵
람은 월드컵 기간 내내 7경기 전부를 풀타임으로 뛰었으며 이 과정에서 중앙 미드필더와 오른쪽 풀백 모두 준수한 활약을 보였으며 결국 독일이 월드컵의 최종 승자가 되도록 하였다.
이후 람은 최고의 자리에 있는 상태로 물러나겠다면서 국가대표팀 은퇴를 선언했다.

### 업적
람은 2006년 FIFA 월드컵의 맹활약에 힘입어 FIFA 올해의 선수상 후보에 이름을 올렸고, 2007년에도 또다시 이름을 올렸다. 2006년에는 국가대표팀 동료 미하엘 발라크, 미로슬라프 클로제, 옌스 레만이 동시에 후보 명단에 이름을 올렸고, 이 상은 레알 마드리드 CF에 소속된 이탈리아 국적의 파비오 칸나바로가 가져갔다. 그러나, 그는 2006년 UEFA 올해의 팀 레프트 백으로 선정되었고, 2007년에도 같은 상을 받았다. 람은 2004년, 2006년, 2007년, 2008년, 2009년에 다섯 차례 UEFA 올해의 팀 후보로 선정되었고, 미하엘 발라크와 더불어 가장 자주 이 상의 후보로 선정된 독일 선수가 되었으며, 2회 이상 수상한 두 번째 독일인이 되었다. 2008년, 람은 2%를 득표한 맨체스터 유나이티드 FC의 파트리스 에브라를 제치고 FIFA 올해의 팀 레프트 백으로 선정되었다. 이후 2010년 FIFA 월드컵에서부터 독일의 주장을 맡아 독일이 계속 4강권에 머물게 하였으며 4년 뒤인 2014년 FIFA 월드컵에서 그 결실을 맺어 우승을 달성하였다. 그는 113번 국가대표팀 경기에 출장하여 5골을 득점하였다.

## 사생활
람은 다수의 자선 운동과 행사에 참여하고 있다. 2007년 6월, FIFA는 람과 오언 하그리브스가 남아프리카 공화국으로 가 2010년 FIFA 월드컵을 지지할 것임을 발표하였다. 비록 하그리브스는 부상으로 참여하지 못하였으나, 람과 독일 국가대표팀 동료 피오트르 트로호프스키는 남아프리카 공화국을 방문하여 2010년 FIFA 월드컵 조직위원회를 돕는 것 이외에도 SOS 칠드런스 빌리지를 방문하고 Kick-AIDS 행사에도 참가하였다.
람은 필리프 람-슈티프퉁 (Philipp Lahm-Stiftung)이라는 재단을 창설하여, 혜택을 받지 못하는 어린이들을 도우며, FIFA 산하의 SOS 칠드런스 빌리지 (SOS Children's Villages)의 홍보 대사로도 활동하고 있다. 그는 또한 2007년과 2008년, 2009년에 세계 AIDS의 날 홍보 대사로 활약하였다. 그는 아동 학대 반대 운동 단체인 뷘트니즈 퓌어 킨더 (Bündnis für Kinder) 에도 활동하였다.
람은 2008년 9월 20일에 동성애 차별 반대를 지지하는 톨레란티아-프라이스 (Tolerantia-Preis) 상을 수상받았다. 그는 "게이가 축구계에서 비난의 대상이 되는 것에 대해 유감이다." 라고 말하였고, 동성애 축구인에 대해 문제가 없다며 "동성애인에 겁낼 것 없다." 라고 하였다. 그러나, 람은 비난의 대상이 되어 고통을 느낄 수 있으므로, 축구선수가 인위적으로 동성애인이 되는 것을 추천하지 않았다. 그는 동성애 축구인 유스틴 파슈나우의 죽음을 기억하고 있다.
필리프 람은 오랜 기간 동안 사귀던 여자친구 클라우디아 샤텐베어크와 뮌헨 교외의 아잉에서 2010년 FIFA 월드컵에서 3위를 기록한지 나흘 뒤에 결혼하였다. 결혼식은 조용히 열렸다. 그리고 2012년 8월 15일 조국의 국가대표팀이 아르헨티나와 평가전을 치르는 그 날 첫 아들이 태어났다. 그 이유로 람이 결장한 이 경기의 결과는 아르헨티나가 독일을 3-1로 이겼다. 2017년 8월 4일 둘째 딸이 태어났다.

## 플레이 스타일
당대 최고의 플레이메이커이다. 그가 있었기에 독일 축구 국가대표팀이 우승후보였다. 람은 수비 조직력을 극대화시키며 팀의 수비력을 매우 강화시켰으며 공수조율 능력이 매우 탁월했다. 람에서 시작되는 공수조율은 외질을 거쳐 뮐러로 흘러가는 공격으로 아주 매끄럽게 이어졌는데 그런 람이 은퇴하자마자 독일 축구 국가대표팀은 우승후보가 아닌 그저 그런 팀으로 전락하고 말았다. 한 가지 문제점이 있다면 독일 축구 국가대표팀이 람에게 지나치게 의존하는 팀이라는 점인데 람의 있고 없고의 차이는 매우 극명하다.
단지 람이 없었을 뿐인 UEFA 유로 2016 예선에서는 폴란드에게 0-2로 패하고 아일랜드에게는 홈에서 1-1로 비긴 뒤 원정에서 0-1로 패하는 등 끝내 아일랜드를 이기지 못했으며 2018년 FIFA 월드컵에서는 멕시코에게 0-1로 패한 뒤 대한민국에게 마저 0-2로 패하는 치욕을 당하며 조별리그에서 탈락했다. 게다가 2022년 FIFA 월드컵에서도 일본에게 또다시 1-2로 패하는 치욕을 당하며 또다시 조별리그에서 탈락했다.

## 경력 통계

### 클럽 통계
| 클럽                | 디비전            | 시즌      | 리그 | 리그 | 컵   | 컵   | 클럽대항전 | 클럽대항전 | 기타 | 기타 | 합계 | 합계 |
| 클럽                | 디비전            | 시즌      | 출장 | 득점 | 출장 | 득점 | 출장       | 득점       | 출장 | 득점 | 출장 | 득점 |
| ------------------- | ----------------- | --------- | ---- | ---- | ---- | ---- | ---------- | ---------- | ---- | ---- | ---- | ---- |
| FC 바이에른 뮌헨 II | 남부 레기오날리가 | 2001–02   | 27   | 2    |      |      |            |            |      |      | 27   | 2    |
| FC 바이에른 뮌헨 II | 남부 레기오날리가 | 2002–03   | 34   | 1    | 1    | 0    |            |            |      |      | 35   | 1    |
| VfB 슈투트가르트    | 분데스리가        | 2003–04   | 31   | 1    | 2    | 0    | 7          | 0          | 1    | 0    | 40   | 1    |
| VfB 슈투트가르트    | 분데스리가        | 2004–05   | 22   | 1    | 3    | 0    | 6          | 1          | 1    | 0    | 31   | 2    |
| FC 바이에른 뮌헨    | 분데스리가        | 2002–03   |      |      |      |      | 1          | 0          |      |      | 1    | 0    |
| FC 바이에른 뮌헨    | 분데스리가        | 2005–06   | 20   | 0    | 4    | 0    | 3          | 0          |      |      | 27   | 0    |
| FC 바이에른 뮌헨    | 분데스리가        | 2006–07   | 34   | 1    | 5    | 0    | 9          | 0          | 2    | 0    | 48   | 1    |
| FC 바이에른 뮌헨    | 분데스리가        | 2007–08   | 22   | 0    | 8    | 0    | 10         | 1          | 3    | 0    | 40   | 1    |
| FC 바이에른 뮌헨    | 분데스리가        | 2008–09   | 28   | 3    | 3    | 1    | 7          | 0          |      |      | 38   | 4    |
| FC 바이에른 뮌헨    | 분데스리가        | 2009–10   | 34   | 0    | 6    | 1    | 12         | 0          |      |      | 52   | 1    |
| FC 바이에른 뮌헨    | 분데스리가        | 2010–11   | 34   | 3    | 5    | 0    | 8          | 0          | 1    | 0    | 47   | 3    |
| FC 바이에른 뮌헨    | 분데스리가        | 2011–12   | 31   | 0    | 5    | 0    | 14         | 0          |      |      | 50   | 0    |
| FC 바이에른 뮌헨    | 분데스리가        | 2012-13   | 29   | 0    | 5    | 0    | 12         | 0          | 1    | 0    | 47   | 0    |
| FC 바이에른 뮌헨    | 분데스리가        | 2013-14   | 28   | 1    | 4    | 0    | 12         | 0          | 4    | 0    | 48   | 1    |
| FC 바이에른 뮌헨    | 분데스리가        | 2014-15   | 20   | 2    | 4    | 0    | 8          | 0          | 1    | 0    | 33   | 2    |
| FC 바이에른 뮌헨    | 분데스리가        | 2015-16   | 26   | 1    | 6    | 0    | 12         | 0          | 1    | 0    | 45   | 1    |
| FC 바이에른 뮌헨    | 분데스리가        | 2016-17   | 26   | 1    | 4    | 1    | 7          | 0          | 1    | 0    | 38   | 2    |
| 경력 합계           | 경력 합계         | 경력 합계 | 448  | 17   | 58   | 3    | 130        | 2          | 16   | 0    | 652  | 22   |

### 국가대표팀 득점 기록
아래의 점수에서 왼쪽의 점수가 독일의 점수이다.
| #  | 날짜            | 경기장                                    | 상대                  | 점수 | 최종결과 | 대회               |
| -- | --------------- | ----------------------------------------- | --------------------- | ---- | -------- | ------------------ |
| 1. | 2004년 4월 28일 | 지울레슈티 경기장, 부쿠레슈티             | 루마니아              | 1–5  | 1–5      | 친선경기           |
| 2. | 2006년 6월 9일  | 뮌헨 월드컵 경기장, 뮌헨                  | 코스타리카            | 1–0  | 4–2      | 2006년 FIFA 월드컵 |
| 3. | 2008년 6월 25일 | 장크트 야코브 파르크, 바젤                | 튀르키예              | 3–2  | 3–2      | UEFA 유로 2008     |
| 4. | 2010년 6월 3일  | 코메르츠방크 아레나, 프랑크푸르트 암 마인 | 보스니아 헤르체고비나 | 1–1  | 3–1      | 친선경기           |
| 5. | 2012년 6월 22일 | PGE 아레나 그단스크, 그단스크             | 그리스                | 1–0  | 4–2      | UEFA 유로 2012     |

## 수상

#### 바이에른 뮌헨
- 분데스리가 : 우승 (2002-03, 2005-06, 2007-08, 2009-10, 2012-13, 2013-14, 2014-15, 2015-16, 2016-17)
- DFB-포칼: 우승 (2002–03, 2005–06, 2007–08, 2009–10, 2013-14, 2015-16)
- DFB-리가포칼: 우승 (2007)
- DFL-슈퍼컵: 우승 (2010, 2012, 2016)
- UEFA 챔피언스리그 : 우승 (2012-13)
- UEFA 슈퍼컵 : 우승 (2013)
- FIFA 클럽 월드컵 : 우승 (2013)

#### 독일
- UEFA U-19 챔피언십 : 준우승 (2002)
- UEFA 유럽 축구 선수권 대회 : 준우승 (2008)
- FIFA 월드컵 : 우승 (2014), 3위 (2006, 2010)

### 개인
- 발롱도르 6위 : 2014
- 독일 축구 올해의 선수 : 2017
- FIFA/FIFPro 월드 베스트 XI : 2013, 2014
- UEFA 올해의 팀 : 2006, 2008, 2012, 2013, 2014
- UEFA 챔피언스리그 시즌 스쿼드 : 2013-14
- FIFA 클럽 월드컵 : 실버볼 (2013)
- UEFA 유로 역대 베스트 : 2015
- 발롱도르 드림팀 브론즈 : 2020
- 은월계잎 상 : 2006, 2010, 2014[39]

- FIFA 월드컵 베스트팀 : 2006, 2010
- FIFA 월드컵 드림팀 : 2010
- FIFA 월드컵 캐스트롤 인덱스 올스타팀 : 2014
- UEFA 유럽 축구 선수권 대회 베스트 팀 : 2008, 2012
- 2006년 FIFA 월드컵 맨 오브 더 매치 : vs. 폴란드 (조별리그)
- UEFA 유로 2008 맨 오브 더 매치 : vs. 터키 (준결승전)
- 뮌헨 시 명예 시민 : 2019
- ESM 시즌의 팀 : 2012-13, 2013-14

## 같이 보기
- A매치 100경기 이상 출전한 축구 선수 명단